# テルマーニー・エミル

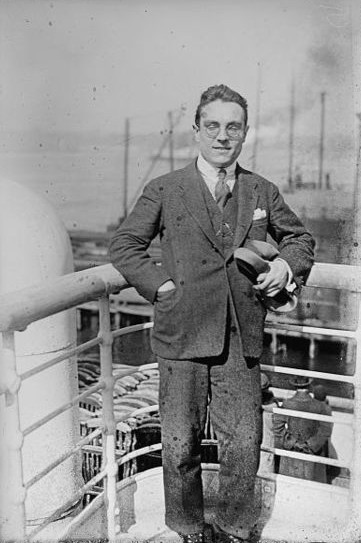
テルマーニー・エミル

テルマーニー・エミル（Telmányi Emil, 1892年6月22日 - 1988年6月13日）は、ハンガリー出身のヴァイオリニスト。
アラドの生まれ。ブダペスト音楽院でイェネー・フバイの薫陶を受け、1911年にベルリンでデビューを飾った。1918年にカール・ニールセンの娘婿となり、その翌年には指揮者としての活動も始めるようになった。1925年から翌年にかけてエーテボリ交響楽団の指揮者を務め、自前で室内オーケストラも組織した。1933年に離婚後は、ピアニストのアネッテ・ショアラーと再婚している。1940年から1969年までオルフス音楽院の教授を務めた。
テルマーニーは、バロック音楽の演奏法の研究にも熱心で、デンマークの楽器職人とVEGA弓を開発し、その弓を使って1954年にバッハの無伴奏ヴァイオリン作品を録音している。
コペンハーゲン近郊のホルテにて没。

## 脚註
1. ↑  http://www.arkivmusic.com/classical/Name/Emil-Telm%C3%A1nyi/Performer/19156-2
2. ↑  http://www.denstoredanske.dk/Dansk_Biografisk_Leksikon/Kunst_og_kultur/Musik/Violinist/Henry_Holst